# 伊朗消滅以色列政策

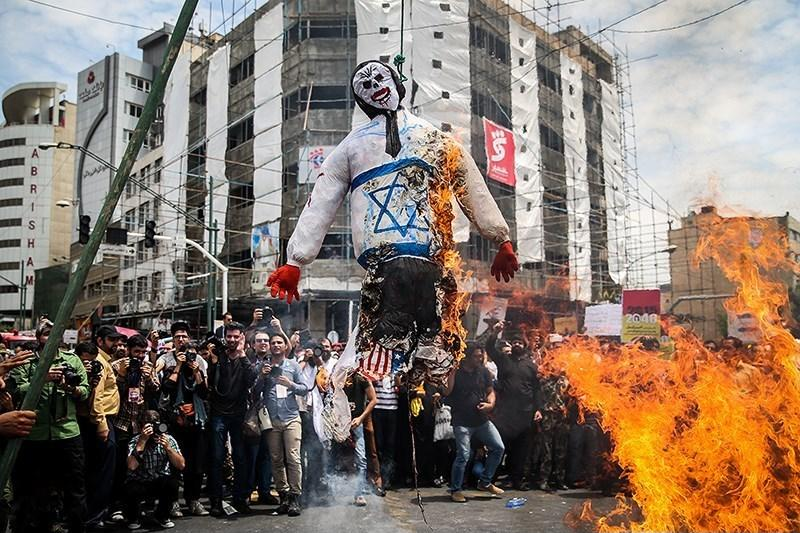
2016年，德黑蘭慶祝聖城日活動

伊朗伊斯蘭共和國的外交政策理論，一直以來都包括呼籲消滅作為猶太國的以色列。這種立場可追溯至1979年伊斯蘭革命，當時伊朗與以色列的關係由巴列維王朝時期的親密盟友，驟然轉為意識形態上的死對頭。伊斯蘭共和國創建人大阿亞圖拉魯霍拉·穆薩維·霍梅尼曾公開譴責以色列為不合法的「猶太復國主義政權」，並中斷兩國外交關係。自此，反以立場滲入伊朗的官方言論、軍事政策、教育體系及象徵性活動，例如「聖城日」等。
無論是強硬派還是溫和派，伊朗歷屆領導人均一致否定以色列的合法性。霍梅尼與現任最高領袖阿里·哈梅內伊均多次公開形容以色列為「癌腫瘤」，並呼籲將其徹底消滅。即使是改革派領袖及較溫和的宗教人物，也普遍支持這一立場。儘管伊朗官方聲稱其反對的是猶太復國主義，而非猶太人或猶太教，但相關宣傳卻常常模糊這種區別，當中甚至包含否認納粹大屠殺及引用反猶言論。
伊朗的反以政策是由最高領袖辦公室與伊斯蘭革命衞隊統籌推動，並透過一個由親伊朗的非國家武裝組織組成的廣泛網絡來執行，當中包括黎巴嫩的真主黨、也門的胡塞武裝、巴勒斯坦的哈馬斯與巴勒斯坦伊斯蘭聖戰運動，以及其他附屬武裝團體。這些組織獲得來自伊朗源源不絕的資金、武器與訓練支持，並被伊朗官方統稱為「抵抗軸心」。此代理人網絡讓伊朗能夠在多條前線發揮影響力，並以不對稱戰術對以色列構成實質威脅。同時，伊朗高層官員針對以色列的強硬言論及政權一貫敵意，亦令不少觀察人士認為，伊朗發展核武的野心，是其更大規模消滅以色列戰略的一環。

## 領導層
伊朗與以色列曾是戰略盟友，但這段關係隨1979年伊朗革命而告終。據中東問題專家埃夫拉伊姆·卡什指出，伊斯蘭共和國成立後隨即與以色列斷交，並將其視為最主要的意識形態敵人。自此，消滅以色列成為伊朗在區內政策的核心目標之一。伊朗伊斯蘭共和國建國領袖、首任最高領袖霍梅尼曾將以色列稱為「小撒旦」，對應他對美國「大撒旦」的譴責 。這種敵視言論延續至今，無論是霍梅尼的繼任者哈梅內伊、軍方高層、政府官員，甚至是親政府傳媒，歷屆伊朗領導層皆不時公開呼籲消滅以色列，或預言其最終崩潰 。

### 最高領袖
首任最高領袖霍梅尼多次將以色列形容為「癌腫瘤」和「癌性腺體」，又強調支持巴勒斯坦聖戰者是穆斯林的責任，目的就是要「消滅這些不信真主的猶太復國主義者，他們是人類的敵人」。他亦曾呼籲全球穆斯林推翻親西方政府，並動員起來為消滅以色列而努力。霍梅尼對以色列的敵意深植於他更廣泛的反猶思想。他曾寫道：「猶太人，『願真主詛咒他們』，根本反對伊斯蘭，並企圖實現全球猶太統治。」他將猶太教與猶太復國主義混為一談，聲稱以色列的建立是「猶太—基督徒陰謀對伊斯蘭最清晰的體現」，由西方帝國主義一手策動，目的是壓迫穆斯林。他甚至將猶太人描繪為「西方的代理人」與「幕後真正的操控者」，認為他們對國家主權的主張違背神意，又指因其「罪行深重」，所以被「真主震怒」，命中注定要「永遠屈從於穆斯林」。

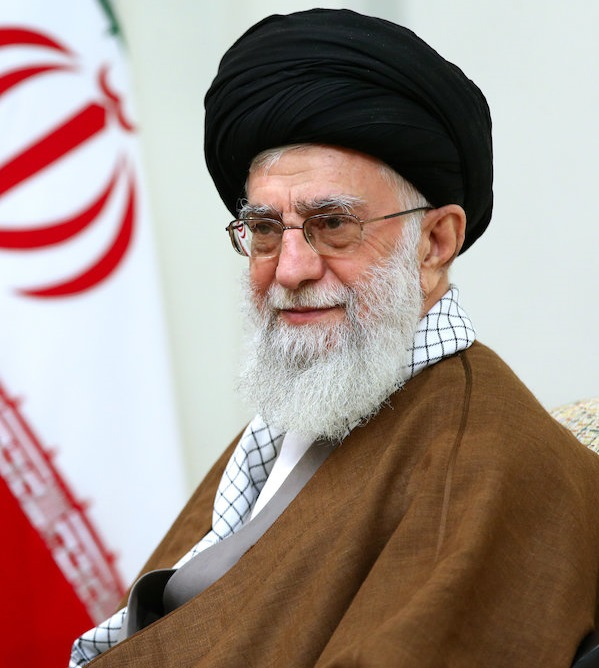
現任最高領袖阿里·哈梅內伊亦延續這種敵視立場。他曾稱以色列是「惡性癌腫瘤」，必須「徹底根除」。

2013年，哈梅內伊批評以色列為「非法政權」，由「瘋狂的惡犬」掌控，「註定失敗與消滅」。2015年，他預言「25年內不會再有猶太復國主義政權」，並表示在這段期間，戰鬥精神、英勇行動與聖戰意志將讓以色列時刻處於恐懼之中。他多次將以色列形容為「癌腫瘤」，並強調伊朗將全力支持任何與以色列對抗的國家或組織。
2023年10月3日，即哈馬斯於10月7日發動針對以色列的大規模襲擊前四日，哈梅內伊在德黑蘭發表演說，聲言以色列將「死於自己的怒火」，並強調：「這個癌症必定會被根除，願真主保佑，讓巴勒斯坦人民與整個地區的抵抗力量完成這一使命。」至2024年，他更對哈馬斯領袖伊斯梅爾·哈尼亞表示：「消滅猶太復國主義政權的神聖承諾必將兌現，我們將見證從河流到大海的整個巴勒斯坦重新站立起來。」

### 總統

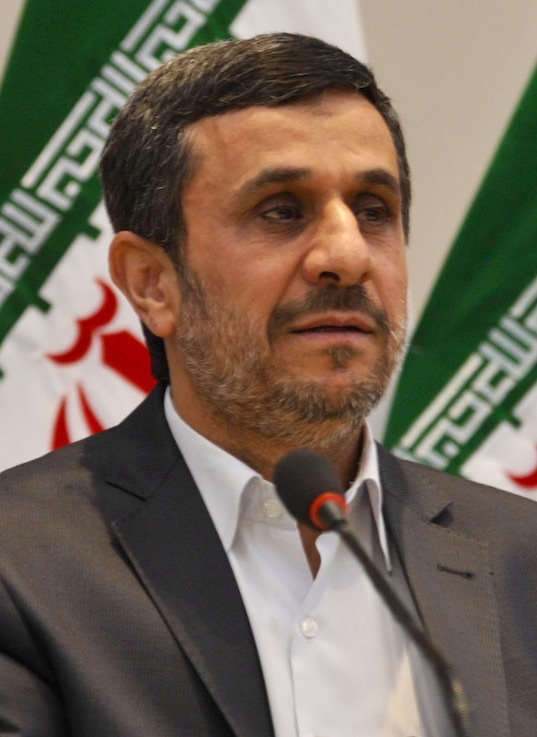
伊朗總統馬哈茂德·艾哈邁迪內賈德曾公開表示，以色列應「從地球表面被抹去」。

前伊朗總統阿克巴爾·哈什米·拉夫桑賈尼曾強調，只要在以色列境內引爆一枚核彈，便可「消滅整個國家」。2006年，在一場名為「無猶太復國主義的世界」的會議上，時任總統艾哈邁迪內賈德引用霍梅尼的話，重申以色列應被「從歷史版圖上抹去」。他同時聲稱納粹大屠殺是一個神話，並批評以色列將此事件奉為「高於真主、宗教與諸先知」的神聖象徵。2007年，艾哈邁迪內賈德曾表示，伊朗「很快便會見證這個政權的終結」。2012年，他在接受訪問時再次預言，以色列將被「消滅」，並指其在中東並無歷史根源。儘管聯合國曾於大會前呼籲各國領袖避免使用挑釁性言語，他仍發表相關言論。
至於2018年，前總統哈桑·魯哈尼則在一年一度的伊斯蘭團結大會中形容以色列是「癌腫瘤」與「虛假政權」，指其由西方列強一手建立，目的在於鞏固其在中東地區的霸權利益。2023年，時任總統易卜拉欣·萊希則向群眾表示，他希望真主「盡快解放巴勒斯坦」，並指出伊朗將「見證以色列存在的終局，並一同慶祝它的終結」。

### 軍方高層
2013年，哈梅內伊在伊斯蘭革命衞隊的代表、霍加特奧勒斯拉姆·阿里·希拉齊公開表示：「猶太復國主義政權很快就會被消滅，而我們這一代人將親眼見證它的終結。」2014年，當時擔任革命衞隊副總司令的侯賽因·薩拉米發表多番激烈言論，對以色列作出公開威脅。他聲言：「我們會為每一位在巴勒斯坦殉難的烈士報血仇，這將成為伊斯蘭國家對你們發動敗局的覺醒起點。」他又表示，以色列正「逐步從世界被抹去」，預言「地球上將不再存在這個猶太復國主義政權」。
同年，時任「伊朗支持巴勒斯坦起義委員會」秘書長的侯賽因·謝赫奧勒斯拉姆亦表示：「不論手段為何，消滅以色列是必要目標」，並警告「只要以色列繼續存在，中東永無寧日」。
2015年，侯賽因·薩拉米宣布，伊朗將對以色列「開啟新戰線」，以重塑區域力量格局。到2019年，他已升任革命衞隊總司令，並公開表示：「這個邪惡政權必須從地圖上被抹去，這已不再是夢，而是可實現的目標。」
2023年10月7日哈馬斯襲擊以色列後，革命衞隊副總司令阿里·法達維稱：「抵抗陣線對猶太復國主義政權的打擊將持續，直到這個『癌腫瘤』從世界地圖上被徹底根除。」
2015年，伊斯蘭革命衞隊高層、前巴斯基民兵總指揮穆罕默德·禮薩·納克迪則在訪問中表示，消滅以色列是「不容協商的底線」。據《以色列時報》報導指，他又透露，在當年夏季加沙衝突中，哈馬斯的大部分武器、訓練與技術援助均來自伊朗。2019年，納克迪在電視訪問中再次強調，猶太復國主義政權「必須被消滅與摧毀」，強調「這件事勢必會發生」。他並表示，將來會親自把伊斯蘭革命的旗幟插上耶路撒冷。

### 神職人員
2013年，伊朗高級神職人員及專家會議成員艾哈邁德·阿拉莫勒霍達表示，消滅以色列是「伊朗伊斯蘭政權的根本支柱之一」，並強調：「我們不能聲稱伊朗無意與以色列開戰。」
曾一度被視為霍梅尼接班人的阿亞圖拉侯賽因-阿里·蒙塔澤里，儘管後來成為改革派陣營的重要人物，他也曾向一批改革派國會議員表示，根據《古蘭經》第七章，猶太復國主義的猶太人將在復活日來臨前持續遭受痛苦與懲罰。他還引用什葉派經典《光明之海》中的一段聖訓，稱第六代伊瑪目賈法爾·薩迪格曾三度指出，最終會消滅猶太人的，正是「庫姆之人」，即伊朗什葉派神職體系。
2010年，最高領袖哈梅內伊在「受壓迫者基金會」的代表穆罕默德·哈桑·拉希米安更聲稱，伊朗具備足夠導彈能力，「可以透過一場大型大屠殺徹底消滅以色列」。與改革派「伊朗綠色運動」關係密切的高級法學家阿亞圖拉穆罕默德·穆薩維-埃·博茲努爾迪則明言：「伊朗與以色列之間，不存在任何建立友好關係的可能。」

## 軍事戰略

### 抵抗軸心

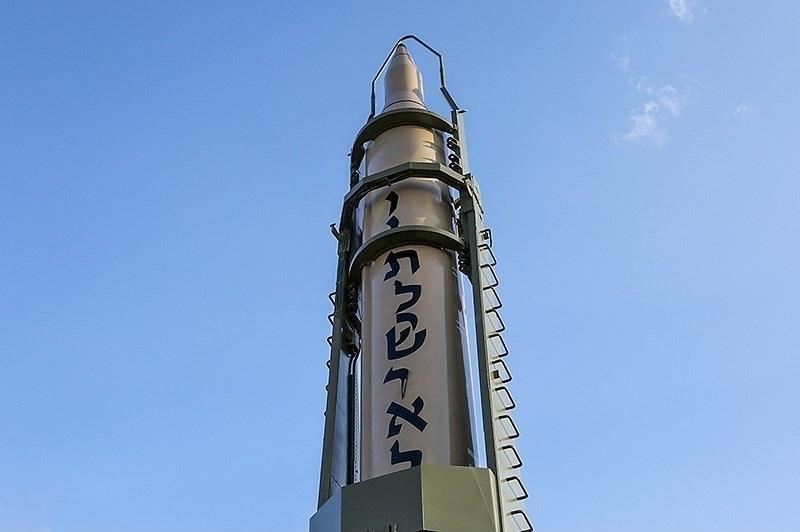
在伊斯法罕展出的伊朗「加德爾」彈道導彈上，用希伯來語寫著「以色列去死」

伊朗自稱與中東地區多個非國家武裝組織構成「抵抗軸心」，包括黎巴嫩真主黨、巴勒斯坦的哈馬斯與巴勒斯坦伊斯蘭聖戰組織，以及也門的胡塞運動。伊朗持續為這些組織提供武器、資金及軍事訓練支援。根據中東事務分析員阿夫肖恩·奧斯托瓦爾分析，伊朗透過這個網絡試圖對以色列構成長期生存威脅，策略上是以「持續升級、無法取勝的戰爭」逐步「慢性扼殺」以色列。
國際事務專家達納·艾倫亦指出，伊朗曾秘密支援針對以色列平民的巴勒斯坦自殺式襲擊。而2023年10月7日發生的哈馬斯襲擊以色列事件造成約1200人喪生，另有250人被綁架，亦被視為伊朗長期戰略佈局的一環。《華爾街日報》引述哈馬斯及真主黨內部消息人士指，伊斯蘭革命衛隊不但參與行動策劃，還於10月2日在貝魯特開會時批准最終行動方案。報道又指，行動前夕，約500名哈馬斯與巴勒斯坦伊斯蘭聖戰成員在伊朗境內接受由革命衞隊聖城旅主導的訓練。《華盛頓郵報》則報導指，這場襲擊獲得伊朗「關鍵支持」，包括軍事訓練、後勤支援及數千萬美元的武器資金援助。
2024年10月，以色列在軍事行動中擊斃哈馬斯領袖葉海亞·辛瓦爾後，德黑蘭出現一幅新壁畫，上書「辛瓦爾之風暴將會持續」，呼應哈馬斯對10月7日襲擊命名的「阿克薩風暴行動」。伊朗外交部發言人納賽爾·卡納尼更公開向巴勒斯坦人民及各抵抗組織祝賀襲擊成功。

### 核計劃
外界普遍認為，消滅以色列是伊朗發展核計劃背後的多個戰略考量之一。美國政府亦多次警告，若伊朗獲得核武能力，極有可能用於圖謀消滅以色列。

### 導彈計劃
伊朗曾於多枚國產彈道導彈上標註希伯來文「以色列必須被抹去」的字句。據報導，其中部分導彈已轉交予俄羅斯，用於其入侵烏克蘭的軍事行動。

## 政治儀式與意識形態象徵

### 聖城日
「聖城日」是由霍梅尼設立的政治宗教活動，定於齋戒月最後一個星期五舉行，旨在展現伊斯蘭世界對以色列的集體反對立場。霍梅尼將此日命名為「聖城日」，意指耶路撒冷，象徵巴勒斯坦的聖地。多名高層神職人員，包括著名教法學者大阿亞圖拉納西爾·馬卡雷姆·希拉齊，曾表示參與聖城日是一種「宗教崇拜行為」，旨在喚起全球穆斯林共同對抗以色列。
不過，伊朗國際2024年4月的報道指出，對不少伊朗民眾而言，這場年度政治活動日益顯得脫節，與國內迫切的經濟困境與民生問題毫無關聯。
2017年，德黑蘭的巴勒斯坦廣場設置一個倒數時鐘，以紀念聖城日。該裝置據稱是根據最高領袖哈梅內伊2015年的預言編程啟動——他曾聲稱以色列會在25年內從地圖上消失。

### 否認猶太人大屠殺
多年來，伊朗一直是全球唯一一個政府層級否認納粹猶太人大屠殺歷史事實的國家。這種否認態度甚至延伸至為大屠殺正當化，並構成伊朗官方意識形態的一部分。這類言論意圖削弱以色列建國的歷史根據，否定其作為對猶太人歷史迫害的回應，而將其描繪為西方帝國主義強加於中東的一項殖民工程。前總統艾哈邁迪內賈德的親密顧問穆罕默德-阿里·拉敏曾公開宣稱：「一旦解決大屠殺這個問題，消滅以色列也就指日可待。」

### 陰謀論
哈梅內伊曾向大學生表示，以色列是由西方列強有計劃地建立，目的在於阻撓穆斯林國家的團結。前伊朗司法總長阿亞圖拉馬哈茂德·哈謝米·沙赫魯迪更進一步稱，猶太復國主義是「種族主義和反人道」的體現，聲稱其「奴役全球人民」，並批評部分穆斯林政府與這個所謂的「希伯來政體」共謀，目的是分裂伊斯蘭世界。伊朗國會議員伊馬德·阿夫魯赫則指控猶太教拉比操控遜尼派宗教領袖，導致原本對什葉派持溫和立場的學者優素福·卡熱達維出現立場轉變。2022年，伊斯蘭革命衞隊海軍司令阿里禮薩·坦格西里聲稱，沙地阿拉伯王室的血統來自麥地那與海拜爾的猶太人，兩地歷史上曾與先知穆罕默德為敵。
這類陰謀論不僅出現在保守派陣營中，連部分改革派媒體也曾指控以色列情報機構滲透伊朗宗教社群，試圖干擾什葉派宗教儀式並煽動教派對立。2019年一項報導聲稱，摩薩德訓練猶太人偽裝成什葉派宗教悼唁者，滲入哀悼儀式現場，引導群眾進行詛咒或褻瀆言論。
自2011年至2021年間，伊朗舉辦了數十場富有煽動性的意識形態會議，會議標題包括〈猶太復國主義與SARS疫情〉、〈盧旺達與加沙的種族滅絕〉（其中僅一人談及盧旺達，其餘均聚焦以色列）、〈猶太教與荷里活：一場惡魔陰謀〉等，顯示當局試圖將全球問題與猶太復國主義聯繫起來。雖然這些會議經常出現低出席率，官方媒體仍慣常將場面形容為「座無虛席」，例如在一場名為〈軍情六處的猶太根源〉的論壇中，明明現場僅半滿，卻被報道為「人潮擠擁、盛況空前」。

## 反應

### 學界
中東政治史學者以法蓮·卡爾施形容，伊朗政府對以色列的敵對態度已達種族滅絕層級。美國學者阿夫雄·奧斯托瓦爾亦稱，德黑蘭當局對以色列的持續敵視已構成「中東地區最具破壞性的地緣衝突」，並可能成為觸發更廣泛區域戰爭的導火線。美國記者傑弗里·戈德堡指出，若伊朗成功獲取核武能力，對以色列的消滅計劃將更為激進且迫切。

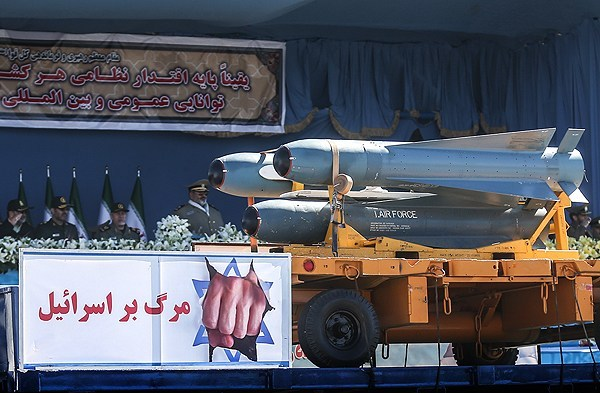
在2016年伊朗陸軍日閱兵活動上，展示的飛彈與橫額上清楚印有「以色列去死」的標語。

以色列學者澤埃夫·馬根指出，「以色列去死」及「美國去死」這類口號早已成為伊朗官方宣傳語言的一部分，並持續使用超過25年。馬根補充指出，伊朗當局試圖將「收復耶路撒冷」塑造成一場跨宗派的「聖戰」，不僅凝聚什葉派陣營，更嘗試將遜尼派對什葉派的不滿轉移至以色列，從而鞏固伊朗作為「全球伊斯蘭抵抗前線領袖」的角色定位。

### 伊朗國內強硬派的支持
根據伊朗問題研究員梅赫迪·哈拉吉的觀察，一個新興的強硬派世代正逐步主導伊朗政治。他們與最高領袖與革命衞隊關係密切，對現政權核心思想深信不疑，普遍認為伊朗正走向崛起、美國勢衰，而以色列則「氣數已盡」。

### 伊朗反對派
德黑蘭大學名譽教授薩迪赫·齊巴卡拉姆多年來直言不諱地批評伊朗政府對以色列的強硬政策。他指出，伊朗年輕一代已對巴勒斯坦議題興趣漸失，反而出現對以色列總理本雅明·內塔尼亞胡及美國總統當勞·特朗普的同情或支持。齊巴卡拉姆強調，這並非出於對兩人的政策立場認同，而是年輕人藉此表達對伊朗政權及其長期援助哈馬斯、真主黨等武裝團體的反感。他因上述言論曾被判囚18個月，截至2025年3月再次成為調查對象，可能面臨新一輪監禁。
同樣因公開質疑對以政策而遭當局打壓的，還包括前內政部長阿卜杜拉·努里。他於1999年被法院判監五年，是伊斯蘭共和國成立以來被囚階級最高的官員之一，部分原因是他挑戰霍梅尼提出的「必須消滅以色列」教義。

### 猶太教界
早在1979年伊斯蘭革命發生後，全球猶太教領袖已對伊朗政權的走向表示憂慮。哈巴德拉比梅納赫姆·門德爾·什內爾松警告，這場革命標誌著全球政治格局的重要轉變，不僅將削弱美國在中東的影響力，也可能鼓動更多對以色列懷敵意的行動。什內爾松亦對當時約五萬名伊朗猶太人社群的處境表示憂慮，並呼籲猶太世界舉行一日禁食與祈禱，以回應危機升溫。

## 圖集

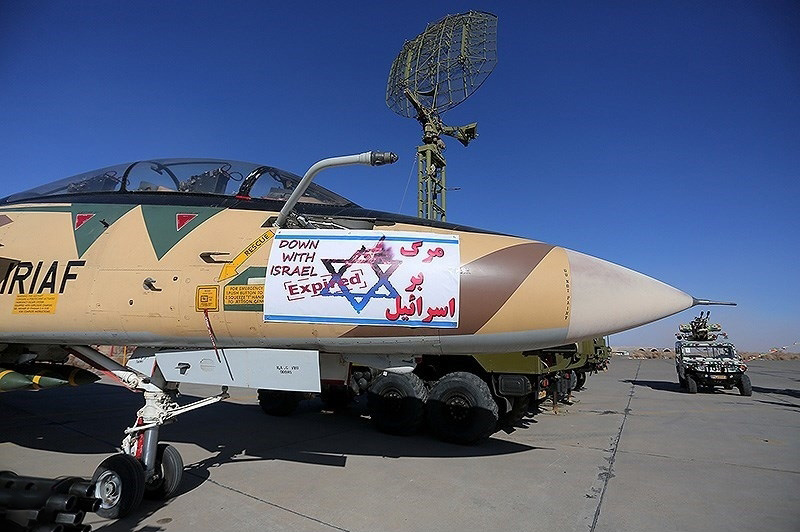
一架展示於伊斯法罕的伊朗F-14雄貓式戰鬥機於機身噴上「以色列去死」標語，旁邊加註「過期」字眼（攝於2019年）
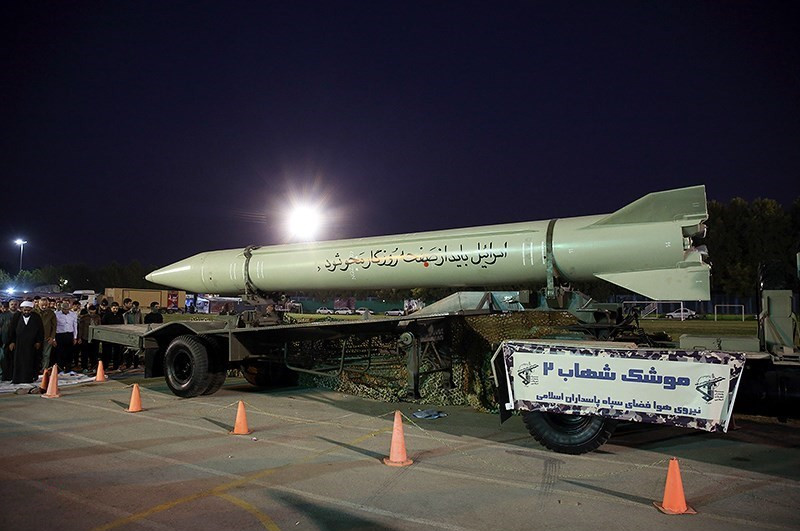
一枚展出於馬什哈德的流星2型導彈，機體上刻有「以色列必須從地表抹去」的字句（攝於2019年）
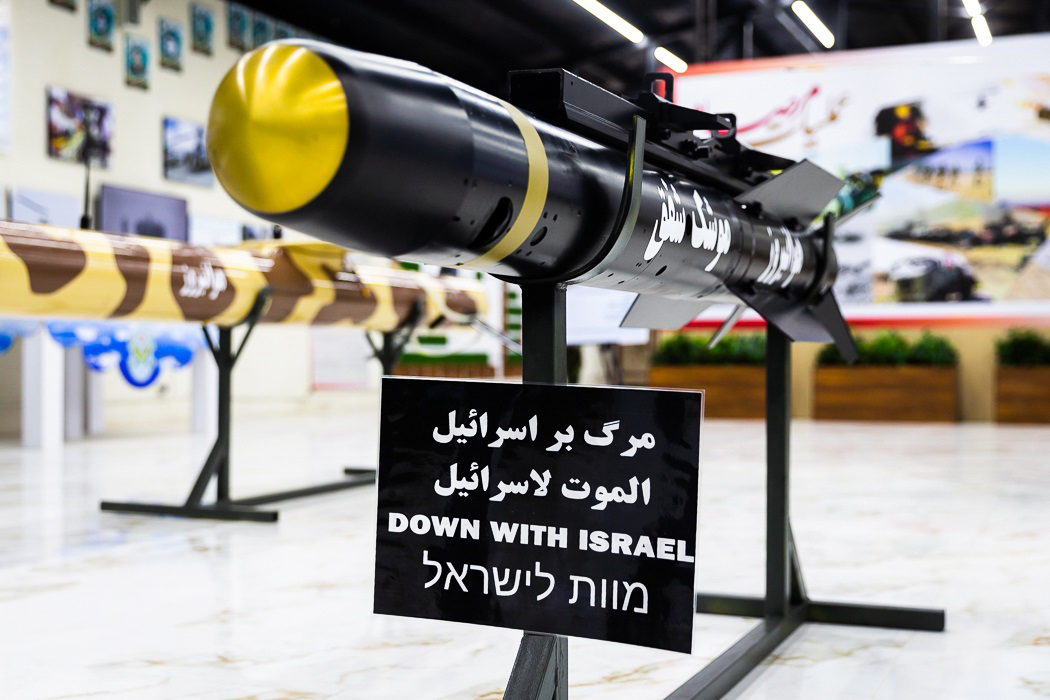
在伊朗陸軍航空博物館內，「以色列去死」以波斯語、阿拉伯語、英文及法文四種語言呈現，當中英文標語使用較溫和詞句「打倒以色列」（攝於2019年）
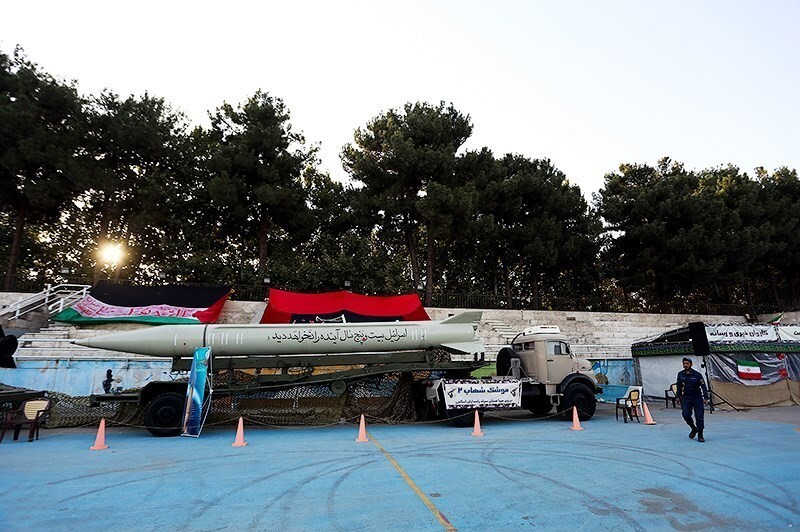
馬什哈德神聖防衛週展覽中，一枚導彈上刻有「以色列將無法看見五年之後的未來」之語（攝於2019年）
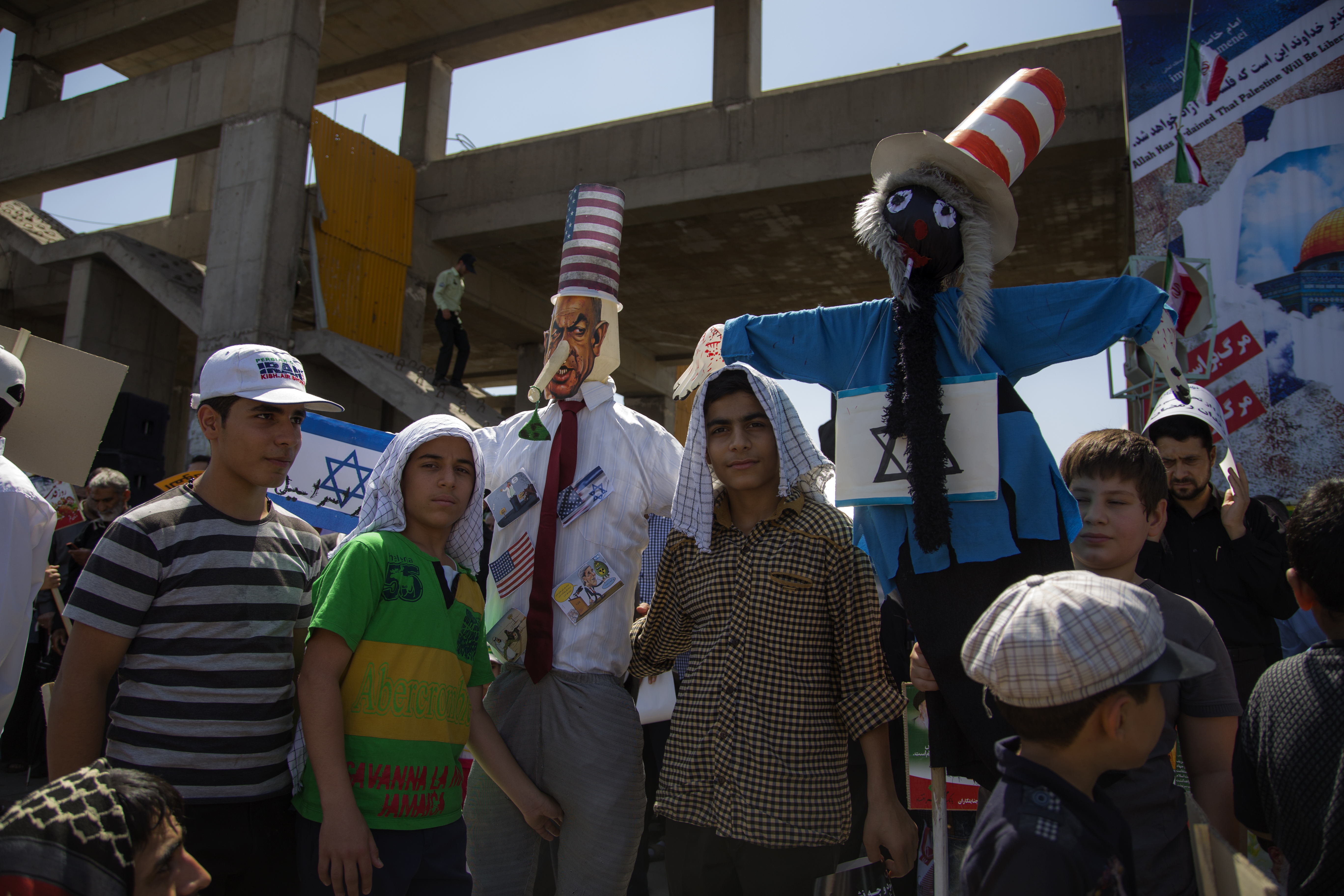
庫姆於2015年舉行的聖城日遊行期間，小童與以色列總理本雅明·內塔尼亞胡的仿製肖像合照
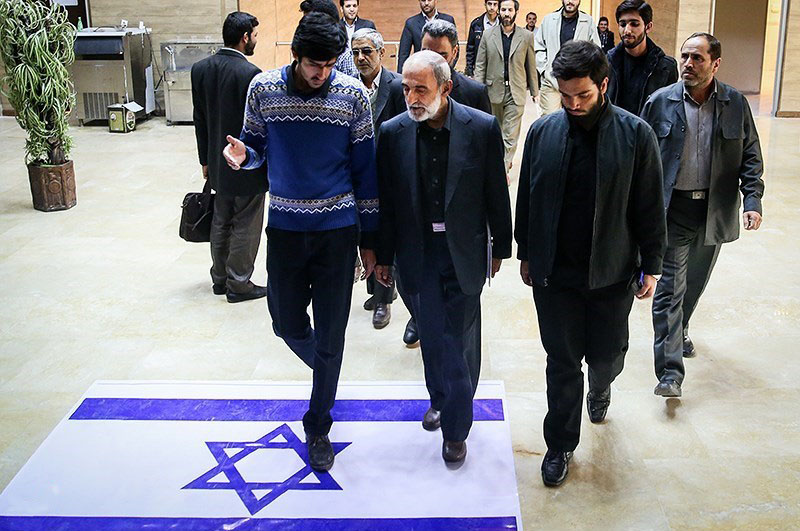
《世界報》總編輯侯賽因·沙里亞特馬達里於2015年在德黑蘭阿米爾·卡比爾理工大學公開踩踏以色列國旗，作為象徵性抗議行動